# جو دمارس
جو دمارس (بالإنجليزية: Joe Dumars) مواليد 24 مايو 1963 في شريفبورت، هو لاعب كرة سلة أمريكي بدأ مسيرته الاحترافية في سنة 1985. يبلغ طوله 6 قدم 3 بوصة (1.9 م). اعتزل اللعب في 1999.

## فرق لعب لها
- ديترويت بيستونز

## الميداليات
| الميدالية | المسابقة                         |
| --------- | -------------------------------- |
| ذهبية     | بطولة كأس العالم لكرة السلة 1994 |

## روابط خارجية
- جو دمارس على موقع الاتحاد الدولي لكرة السلة (الإنجليزية)
- جو دمارس على موقع إن بي أي (الإنجليزية)
- جو دمارس على موقع سبورتس رفرنس (الإنجليزية)
- جو دمارس على موقع كرة السلة الأوروبية.كوم (الإنجليزية)
- جو دمارس على موقع كلية كرة السلة في سبورتس رفرنس.كوم (الإنجليزية)
- جو دمارس على موقع ريلجم (الإنجليزية)
- جو دمارس على موقع بروبوليرز (الإنجليزية)
- جو دمارس على موقع قاعة المشاهير الجامعة الوطنية لكرة السلة (الإنجليزية)
- جو دمارس على موقع قاعة لويزيانا للمشاهير الرياضية (الإنجليزية)